# Артемівський район (Луганськ)
Артемівський (Вільхівський) район — другий за населенням, переважно «спальний», район на південному заході Луганська, названий на честь радянського діяча Артема. До його складу також входять місто Олександрівськ (із селищами Зразковим та Тепличним) і смт Ювілейне. Теренами району протікає Вільхівка, також межує з Луганкою. 

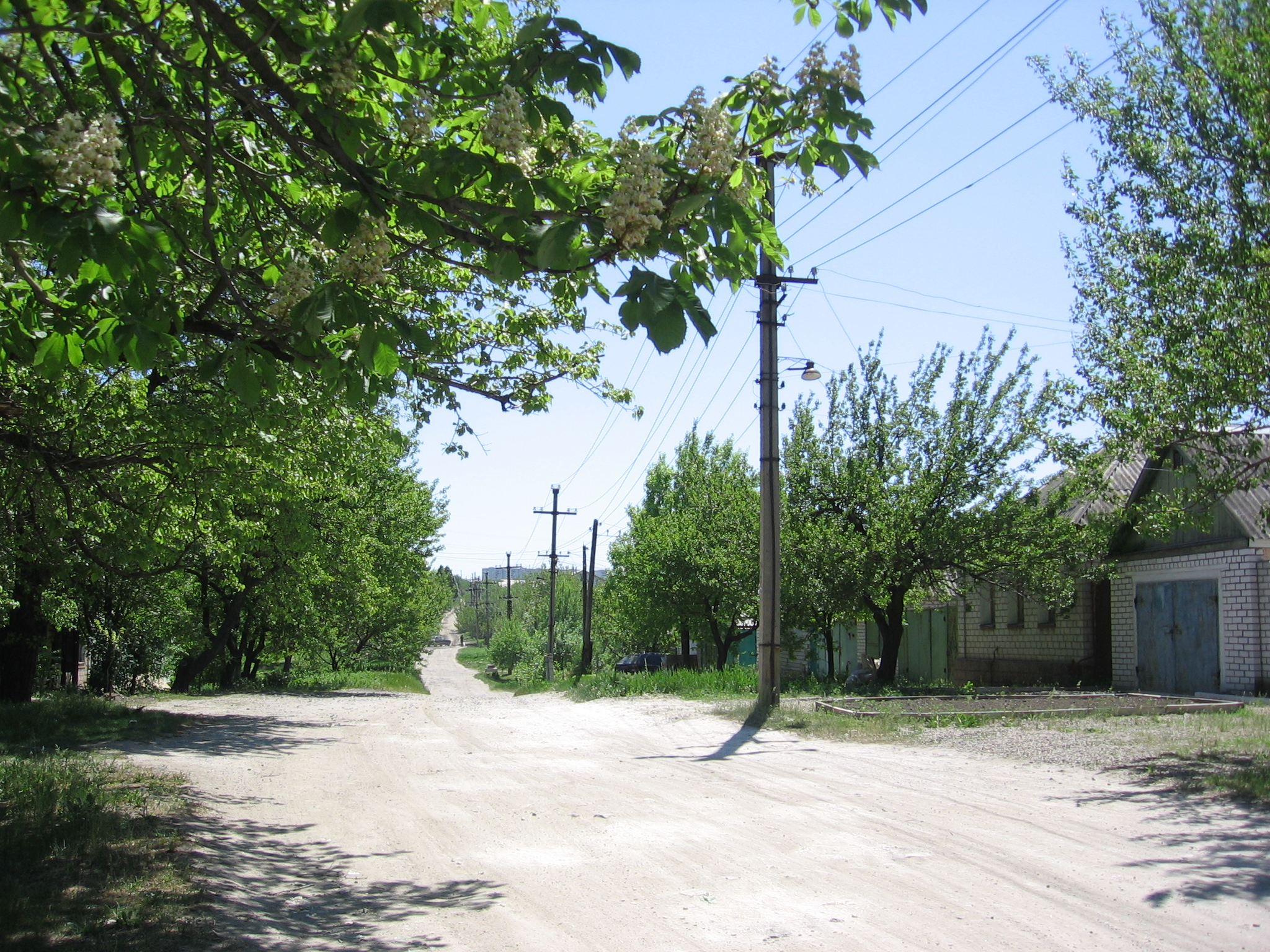
Типовий приватний сектор на півночі району

Заснований 21 січня 1934 року за рішенням президії Луганської міської ради. Згідно з генеральним планом розвитку Луганська планується відокремити від нього Олександрівськ і створити новий район — Олександрівський.

## Районна рада
Усього 55 депутатів, серед них 35 входять до фракції ПР.

## Принагідне
- Міська рада — Артемівський район [Архівовано 29 червня 2008 у Wayback Machine.]

| Україна | Це незавершена стаття з географії України. Ви можете допомогти проєкту, виправивши або дописавши її. |